# Стеенструп, Йоганн
Йоганн Христофор Гагеманн Рейнгардт Стеенструп (дат. Johannes Christoffer Hagemann Reinhardt Steenstrup; 5 декабря 1844, Сорё — 3 августа 1935, Фредериксберг) — датский историк и педагог.

## Биография
Был сыном ботаника Япетуса Стеенструпа. Среднее образование получил в Митрополитской школе, с юности интересовался средневековой историей Дании и Исландии, однако первоначально выбрал юридическую карьеру, получив соответствующее образование и степень доктора права в 1865 году. С 1869 года практиковал как адвокат, однако продолжал заниматься историей, в особенности интересуясь историей сельского хозяйства в Дании XVI—XVII веков. Вскоре он начал писать научные работы, которые обратили на себя внимание. Благодаря им смог получить стипендию и в 1873—1875 годах изучал историю в университетах Стокгольма, Уппсалы, Лондона, Парижа, Рима и Мюнхена; в 1877 году дополнительно стажировался в Париже по истории Нормандии. В 1882 году габилитировался по юриспруденции, но 23 сентября того же года стал профессором средневековой истории Копенгагенского университета. Вышел в отставку 31 января 1917 года, но научными исследованиями с публикацией результатов продолжал заниматься до конца жизни.
Помимо преподавательской Стеенструп активно занимался и административной деятельность в университете: с 1886 года входил в состав его совета, в 1899/1900 учебном году избирался ректором. С 1882 года был членом Королевского Датского общества национальной истории и с 1883 года членом совета Датского исторического общества (с 1897 по 1919 год — его председателем). Был также членом ряда комиссий (в том числе комиссии Министерства юстиции) и иностранных научных обществ. В 1900 году стал почётным доктором Лундского, в 1932 году — Канского университета. За свою научную деятельность получил множество государственных наград, в том числе орден Даннеброг в 1890 году.
Как историк Стеенструп концентрировался на бытовых и хозяйственных аспектах средневековой датской жизни, став фактически первым историком, коснувшимся данной темы, а также на истории Нормандии и истории датского крестьянства. Главные работы: «Studier over Kong Waldemars Jordberg» (Копенгаген, 1873—74), «Normannerne» (там же, 1876—82), «Den Danske Bonde og Friheden» (2 издания, 1888), «Historie-skrivningen i Danmark i det XIX Aarhundrede» (с 1801 по 1863 год; 1889), «Vore Folkeviser fra Middelalderen» (1891), «Fra Fortid og Nutid» (1892) и отдел «Handelen Historie» в «Haandbiog Haudelsvidenskaben» (1893). Стеенструп также взял на себя обработку I тома «Oldtiden og den äldre Middelalder» в рассчитанном на шесть томов сочинении «Danmarks Riges Historie». Много его статей было напечатано в «Forhandlinger» (издании датского учёного общества), в том числе «Etudes sur les Chansons populaires danoises au moyenage» (1891). На немецком языке он написал работу «Kjökken-Möddinger. Eine gedrängte Darstellung dieser Monumente sehr alter Culturstadien» (Копенгаген, 1886).